# Perle de Tahiti
 (janvier 2014).
Si vous disposez d'ouvrages ou d'articles de référence ou si vous connaissez des sites web de qualité traitant du thème abordé ici, merci de compléter l'article en donnant les références utiles à sa vérifiabilité et en les liant à la section « Notes et références ».

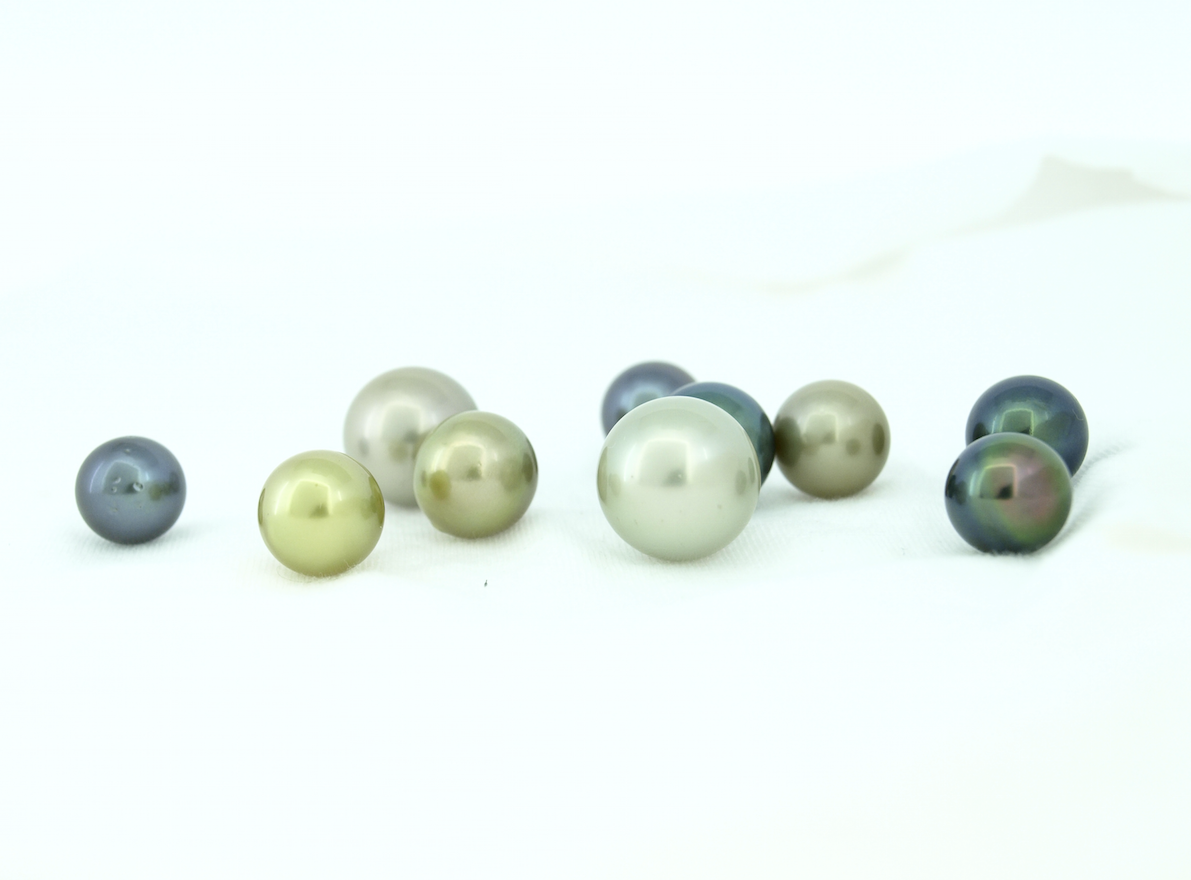
Perle de Tahiti

L'obtention d'une perle de culture est le résultat d'une opération sur les huîtres perlières ou les moules utilisées que l'on nomme la greffe. Pour les huîtres perlières, cette greffe consiste à introduire dans l'animal, après une incision, un nucléus en nacre et un petit morceau d'épithélium provenant du manteau d'une huître sacrifiée à cet effet. Pour les perles d'eau douce, seul le morceau d'épithélium est introduit bien que de nouvelles techniques à l'aide de nucléus se développent de plus en plus pour la production de ces perles. 

## Le chemin de la perle

### Nettoyage
Avant toute chose, les perles ont besoin d'être nettoyées afin de retirer toute la poussière et tout le mucus qui a séché sur leur surface après avoir été retirées des huîtres perlières. Ceci est effectué dans un tambour rotatif ou vibrant avec comme substrat lustrant des copeaux de noix. Cette opération nécessite plusieurs heures afin de redonner un lustre parfait aux perles. Il n'y a aucune autre manipulation, découpe, polissage sur les perles de Tahiti.

### Classement
Dès que les perles sont propres et sèches, elles sont prêtes à être triées et classées. Trier les perles est un long processus et contrairement aux diamants, il n'y a pas de standard de classification international pour les perles. Même si la nomenclature varie entre différents pays et différentes organisations officielles, la valeur de la perle est basée sur cinq critères importants qui sont : la taille, la forme, la surface, le lustre et la couleur.
Selon notre expérience pratique, les perles de Tahiti sont classées dans un certain ordre par forme, qualité et taille.

### Formes
Il y a trois formes type
- - Les rondes et les semi-rondes (R/SR) sont sphériques et plus rares.
- - Les gouttes / ovales / en bouton (DR) qui sont classées dans les perles semi-baroques et qui ont un aspect symétrique.
- - Les baroques et les cerclées (B/CL) concernent les perles asymétriques ou les perles symétriques avec des cercles autour de leur surface.

### Qualité
La qualité dépendra de la pureté de la surface. On distingue le classement international et le classement polynésien qui divergent sur les appellations mais concernent les mêmes critères.
Les perles qui montrent des défauts plus importants, de grosses piqures blanches, de la matière organique en quantité ne sont pas vendables et sont considérées comme des rebuts.

#### Classification Internationale
- -  Totalement propre : Top Gem

La surface de la perle n'a aucune imperfection. La surface est lisse et uniforme. Il n'y a pas d'inégalités dans les couches de la nacre. Le lustre est très fort.
- -  Très peu de défauts : AAA

La surface a une ou quelques imperfections sur un des côtés de la perle. Lorsque l'on regarde la partie la plus avantageuse de la perle, celle-ci montre une surface propre. Les défauts ne sont plus visibles lorsque la perle est montée en bijou. Quelques irrégularités dans les couches de la nacre. Un lustre très fort ou excellent.
- -  Quelques défauts : AA

La perle a des imperfections tout autour de la surface. Les imperfections sont mineures et n'affectent pas l'apparence générale et l'uniformité de la perle. Les défauts seront visibles lorsque la perle sera montée en bijou. Il n'y a pas de dégâts majeurs sur la perle. L'aspect martelé ou peau d'orange de la perle ne devra pas être trop visible. Le lustre sera bon ou moyen.
- -  Beaucoup de défauts : A

La perle a des imperfections visibles. Les imperfections ne peuvent pas être dissimulées en montant la perle en bijou. Le lustre sera bon ou moyen.

#### Classification polynésienne
La classification polynésienne des perles au niveau du critère qualité est définie comme suit : 
- - Top Gem : Surface totalement lisse, sans aucun défaut. Lustre et orient excellents
- - A : Il peut y avoir jusqu'à 10 % de défauts concentrés dans une même zone. Une fois montée, aucun défaut ne sera visible. Le lustre est bon ou excellent.
- - B : Il peut y avoir jusqu'à 30 % de la surface avec des défauts concentrés. Une fois montée, la face visible de la perle devra être parfaite. Le lustre est bon ou excellent.
- - C : Il peut y avoir jusqu'à 70 % de la surface avec des défauts. Le lustre sera bon. Ce peut être aussi une perle sans trop de défauts de surface mais avec un lustre moyen.
- - D : Toute la perle peut avoir des défauts mais ceux-ci ne devront pas être trop grossiers. Le lustre est bon ou moyen voire faible sur une perle avec moins de défauts.

### Taille
Les perles de culture de Tahiti sont tamisées par demi-millimètres, entre 8 et 16 mm. Il est possible d'en trouver de taille plus grosse, mais au-dessus de 14 mm, les perles de bonne qualité sont rares.

### Couleurs

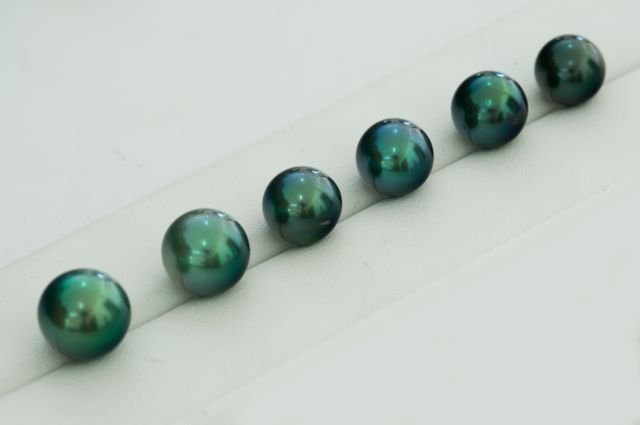
Dégradé de couleur des perles de Rangiroa

Les perles de culture de Tahiti ont la palette la plus diversifiée de couleurs naturelles. Celles-ci font la grande force et la différence de ces perles.
La plupart du temps, la perle de Tahiti montre une couleur de base grise enrichie d'une couleur secondaire. Les couleurs les plus répandues sont sombres et concernent le vert océan, le gris, l'aubergine. Les autres tons sont le doré, l'argent, le bleu. Ces couleurs varient du plus claire au plus sombre.

## La qualité de la nacre
Ce critère n'est pas utilisé afin de classifier les perles. Néanmoins c'est un paramètre important qui déterminera la durée de vie et donc la qualité intrinsèque de la perle. 
Cela dit, la durée de vie d'une perle est aussi fonction de l'attention qu'on lui porte. Ainsi, les produits détergents, les parfums et la plupart des cosmétiques seront à éviter. Une perle devra par ailleurs être régulièrement portée et jamais abandonnée dans un coffre-fort, la sécheresse du lieu lui étant très préjudiciable. 
Concernant les perles de culture de Tahiti, des règles très strictes ont été mises en place depuis de nombreuses années par le gouvernement de la Polynésie française et toutes les perles doivent être contrôlées aux rayons-X et avoir au minimum une couche de nacre de 0,8 mm. Dans le cas contraire, les perles qui ne satisfont pas à ce critère d'épaisseur de la couche de nacre sont tout simplement détruites.